# Pomnik Friedricha Schillera we Wrocławiu
Pomnik Friedricha Schillera we Wrocławiu (niem. Schillerdenkmal) – pomnik znajdujący się we Wrocławiu w Parku Szczytnickim.
Pomnik przedstawiający niemieckiego literata Friedricha Schillera został odsłonięty po raz pierwszy w dniu 9 maja 1905 roku, w setną rocznicę jego śmierci, z inicjatywy działającego wówczas we Wrocławiu Towarzystwa im. Schillera (niem. Schillerverein), fundusze na wykonanie pomnika wyłożyła rada miejska.
Pomnik jest popiersiem spoczywającym na cokole, który tworzą kolumna wraz z odchodzącymi od niej na boki, wygiętymi w kształcie amfiteatralnym, opadającymi symetrycznie ku podstawie ramionami. Podstawa pomnika składa się z dwóch stopni i wykonana jest z granitu, reszta natomiast wykonana została w marmurze. Projekt pomnika jest dziełem architekta Felixa Henry’ego, popiersie poety wykonał rzeźbiarz Ludwig Menzl wzorując się na XIX-wiecznym modelu monumentalnego popiersia autorstwa Johanna Heinricha Danneckera.
Pomnik został zniszczony po roku 1945. Na początku lat 90. XX wieku Towarzystwo Polsko-Niemieckiej Współpracy Kulturalnej „Teatr nad Odrą” podjęło starania o jego odbudowę. Ponowne odsłonięcie pomnika nastąpiło w dniu 9 maja 1995. Replikę popiersia wykonał wrocławski rzeźbiarz greckiego pochodzenia, profesor wrocławskiej ASP, Christos Mandzios. Na cokole pomnika wykuto dodatkowo, w języku polskim i niemieckim, fragment Ody do radości – Wszyscy ludzie będą braćmi – Alle Menschen werden Brüder.